# Roma (dirigibile)
Il Roma era un dirigibile semirigido di fabbricazione italiana in dotazione al servizio aereo dell'esercito degli Stati Uniti d'America.

## Storia

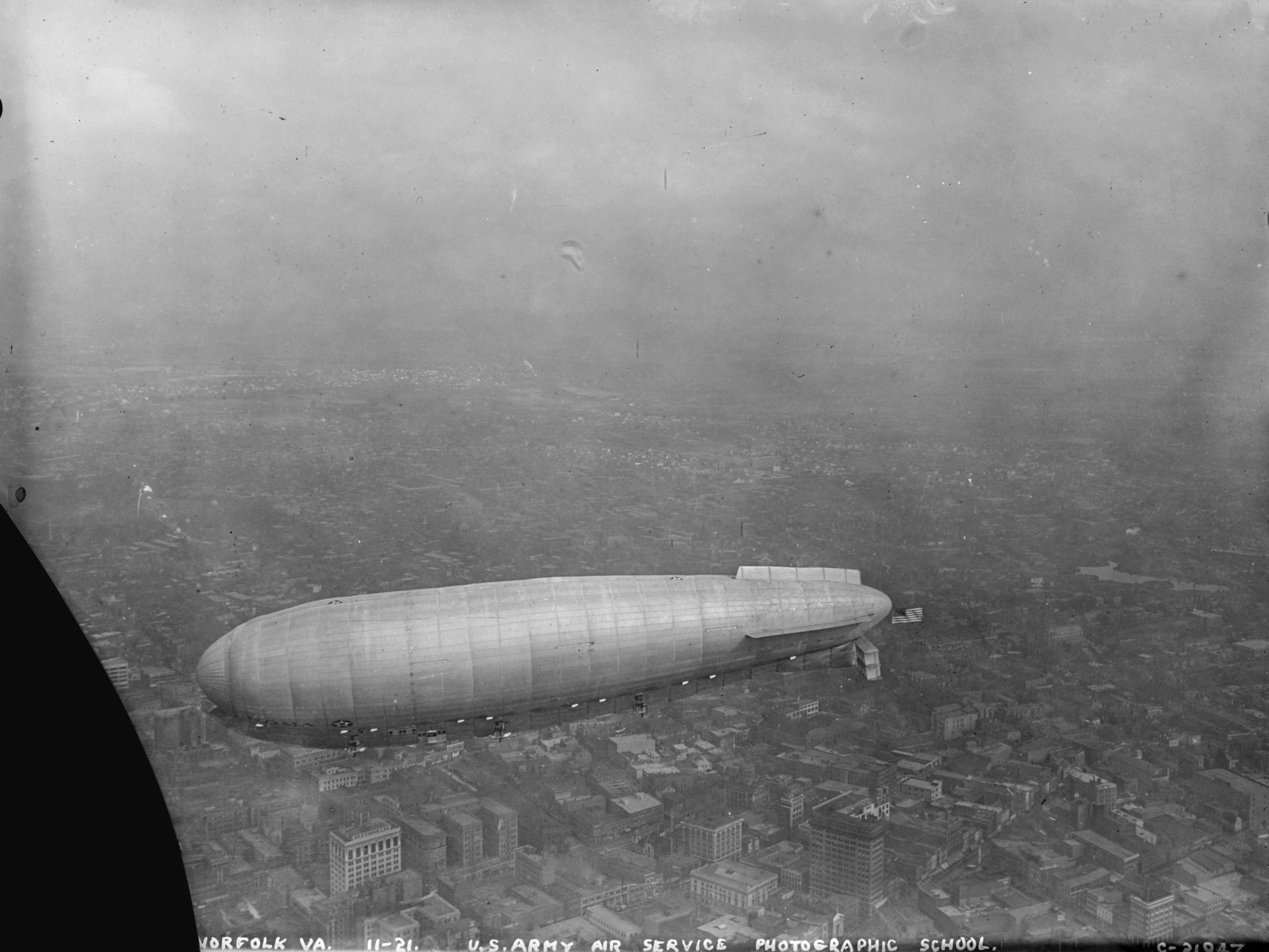
Il dirigibile "Roma" in volo sopra Norfolk

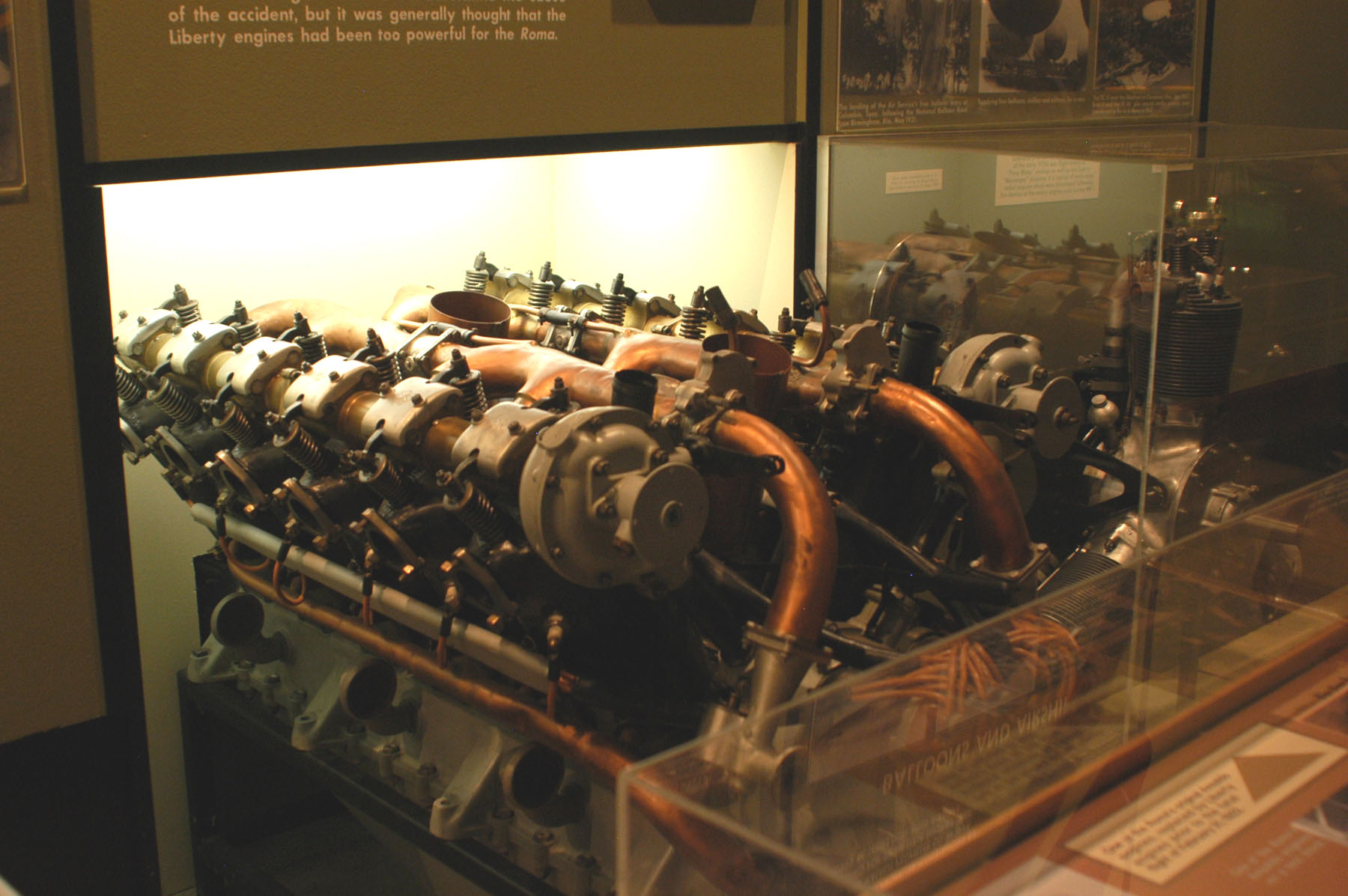
Uno dei motori Ansaldo che equipaggiavano il dirigibile "Roma" conservato al National Museum of the United States Air Force

Il progetto fu sviluppato da Umberto Nobile con la collaborazione di Celestino Usuelli, Eugenio Prassone e Gaetano Arturo Crocco, ingegnere del genio e pioniere dei dirigibili italiano. Il Roma, nel 1921, venne acquistato per 165.000 $ dall'esercito degli Stati Uniti.
Con il Roma, Nobile introdusse diverse innovazioni per migliorare le prestazioni dei dirigibili semirigidi italiani. Infatti le aeronavi usate nella prima guerra mondiale dalla Regia Marina per la ricognizione e dall'esercito per il bombardamento, avevano mostrato caratteristiche inferiori a quelle degli Zeppelin tedeschi sia come velocità, che come quota operativa (i semirigidi italiani arrivavano a 4.000 m, mentre gli Zeppelin potevano operare a 5.000 m, rendendoli bersagli più difficili).

Principalmente le innovazioni consistevano in modifiche ai timoni, che assunsero l'aspetto cruciforme tipico degli Zeppelin e nella travatura reticolare di chiglia.
Il telaio reticolare fu esteso lungo tutta la struttura del dirigibile in modo da potervi fissare direttamente i motori. Il numero di motori fu portato a sei, montati a coppie lungo la chiglia. La prima coppia era antistante alla cabina di comando.
La designazione ufficiale era 18-M (i dirigibili militari italiani erano caratterizzati dalle lettere M e P). Successivamente fu indicato come T-34 poiché la capacità di sollevamento dell'aeronave era all'incirca di 34 tonnellate.
Prima di essere disassemblato per essere trasferito via nave negli Stati Uniti, il dirigibile compì diversi voli di prova, principalmente nei dintorni di Roma. In uno di questi voli fu ospite a bordo l'allora ambasciatore statunitense Robert Johnson Underwood; in questa occasione il Roma arrivò a sorvolare Napoli e l'isola di Capri.
Il primo volo negli Stati Uniti avvenne il 15 novembre 1921, dalla base di Langley in Virginia. Dopo altri voli di prova, le prestazioni ottenute con i 6 motori Ansaldo vennero ritenute insoddisfacenti. Fu pensato quindi di sostituire i motori originali con i più potenti motori Liberty. Come ulteriore motivazione fu addotta una certa inaffidabilità nei motori Ansaldo.
Il primo volo con la nuova configurazione motoristica avvenne il 21 febbraio 1922, sempre dalla base di Langley. A bordo vi erano 45 persone, compresi alcuni tecnici civili. Durante il volo fu raggiunta la velocità di circa 90 km/h, ma alle 14:19 il muso dell'aeronave collassò. Il danno portò alla perdita del timone di quota, rendendo il Roma ingovernabile e incapace di riprendere quota. In prossimità della base di Norfolk, ormai prossima al suolo, l'aeronave urtò una linea dell'alta tensione. Al contatto con i cavi l'idrogeno prese fuoco causando un'istantanea esplosione. Vi furono solo 11 sopravvissuti, gravemente feriti dal fuoco.
La causa poteva essere riconducibile all'installazione dei nuovi motori, ma l'inchiesta seguita all'evento non accertò cause specifiche.
Questo incidente, seguito pochi mesi dopo da quello del dirigibile britannico R38, destinato alla marina degli Stati Uniti come ZR-2, spinse gli Stati Uniti a riconsiderare l'uso dell'idrogeno. Per il dirigibile rigido in fase di completamento a Lakehurst, lo ZR-1 "Shenandoah", venne quindi adottato l'elio.
Il dirigibile Roma era originariamente destinato alla base di Brooks, situata nei pressi di San Antonio, in Texas, sede di una base e di una scuola per gli osservatori aerei dell'esercito. Per il Roma era stato allestito un nuovo hangar di 8500 m² che venne infine demolito agli inizi del 1940, quando i dirigibili avevano perso importanza anche come ricognitori.
Al National Museum of the United States Air Force, presso la base aerea di Wright-Patterson, è tuttora conservato uno dei motori Ansaldo originariamente installati sul dirigibile Roma.